# Бабаиха (Московская область)
Бабаиха — деревня в Дмитровском районе Московской области, в составе Сельского поселения Габовское. До 2006 года Бабаиха входила в состав Габовского сельского округа.

## Расположение
Деревня расположена на юге района, примерно в 24 км на юг от Дмитрова, у системы мелиоративных каналов левого берега реки Волгуша, высота центра над уровнем моря 212 м. Ближайшие населённые пункты менее, чем в 500 м — Овсянниково, Акишево и Глазово. Через деревню проходит региональная автодорога Р-113 Рогачёвское шоссе.

## Население
| 2002 | 2006 | 2010 |
| ---- | ---- | ---- |
| 42   | ↗44  | ↗72  |